# Kasteel van Ottomont
Het Kasteel van Ottomont (Château d'Ottomont) is een bouwwerk in Ottomont, een wijk van Andrimont in de Belgische gemeente Dison. Het gebouw is gelegen aan de Rue de Verviers.
Het is een grote villa, gebouwd in 1909. Kenmerkend is de houten balustrade die vanaf het balkon om een groot deel van het huis loopt. Er is een donjon-achtige toren op rechthoekig grondplan, gedekt met een schilddak, en de voorgevel is geflankeerd door twee open hoektorentjes. De eigenaars waren achtereenvolgens de families Duesberg en Houben. De laatste familie leverde de lederen aandrijfriemen voor de stoommachines in de textielfabrieken van Verviers. Ook de familie Duesberg was actief in de textielindustrie, terwijl de musicus Steve Houben een telg is van genoemde familie Houben.
De Engelse tuin die de villa omringt is tegenwoordig een gemeentelijk park.
Van 1982-2009 was er een radiostation, Radilène genaamd, in de villa gevestigd.